# صبيحة الخمير
صبيحة الخمير (مواليد 1959 كاتبة ورسامة تونسية وخبيرة في الفن الإسلامي التونسي، تهتم أعمالها بالتواصل الثقافي والحوارات الثقافية. كانت المدير المؤسس لمتحف الفن الإسلامي  في الدوحة، قطر. ولدت في تونس ونشأت في قربة، تونس، حيث التحقت بمدرسة تحفيظ القرآن وهي طفلة. تجيد اللغة الإنجليزية والعربية والفرنسية بطلاقة وتحاضر على المستوى الدولي بالإضافة إلى التحدث بالإيطالية والإسبانية. تم الاعتراف على نطاق واسع بنهجها متعدد الأوجه. وهي معروفة باستخدام موضوعات تتعلق بالموقع الحضري والهوية في أدبها وفنها.

## التعليم
تخرج الخمير في عام 1982 من جامعة تونس، إيكول نورمال سوبريور، بدرجة في الأدب الإنجليزي. في عام 1986 حصلت على درجة الماجستير (بامتياز) في الفنون والآثار الإسلامية من جامعة لندن، كلية الدراسات الشرقية والأفريقية، وفي عام 1990 حصلت على الدكتوراه. من جامعة لندن، كلية الدراسات الشرقية والأفريقية. في عام 1990 كانت زميلة ما بعد الدكتوراه، جامعة بنسلفانيا، فيلادلفيا، الولايات المتحدة.
بعض أنشطتها العلمية الأولى كانت واضحة في رسالة الدكتوراه الخاصة بها. مثل أطروحة، «قصر ست الملك والصور الفاطمية»، جامعة لندن، كلية الدراسات الشرقية والأفريقية، المملكة المتحدة، 1990.

## الثقافة الإسلامية ومهنة الفن
بين عامي 1991-1992، عملت الخمير مستشارًا لمتحف متروبوليتان للفنون بنيويورك لمعرض "الأندلس: الفنون الإسلامية الإسبانية". سافرت في أوروبا وشمال إفريقيا بحثًا عن الأهداف  وسجلات الذي من شأنه أن يوفر الأساس للعرض. "... كتبت دراسة دقيقة لعشرة أمثلة من المخطوطات القرآنية لإظهار كيف تطورت أنماط مختلفة من الخط في العالم الإسلامي... كان عام عرض الأندلس ذو أهمية: 1992 كان الذكرى السنوية الخمسمائة لرحلة كريستوفر كولومبوس الشهيرة في 1492، والذي كان أيضًا العام الذي انتهى فيه الحكم الإسلامي في شبه الجزيرة الأيبيرية. ألهمت هذه التجربة إحدى مقالاتها اللاحقة، "المرآة الغائبة"، التي نُشرت لأول مرة في "Meetings with Remarkable Muslim" Eland Books ، UK ، 2005.
في 1992-1993، أنتجت الخمير فيلمين وثائقيين تم بثهما على القناة الرابعة في المملكة المتحدة. كانت مستشارة لمجموعة نور، مجموعة خليلي للفنون الإسلامية خلال  1993-1996.
قامت بتأليف عمل رئيسي في الفن الإسلامي التشكيلي («أشكال وتماثيل، منحوتات من الأراضي الإسلامية (القرنين السابع والتاسع عشر)»، «سلسلة مجموعة خليلي، مطبعة جامعة أكسفورد، وساهمت في» الأختام والتعويذات، سلسلة مجموعة خليلي (كلاهما سيصدر قريباً) كانت موضوع فيلم وثائقي قصير للتليفزيون المركزي بالمملكة المتحدة بعنوان «خذ 15» عام 1993.
عملت بين عامي 2001-2004 على المستوى الدولي كمستشارة وأيضًا كمدرس ومحاضر في الفن الإسلامي، دبلوم المتحف البريطاني في الفن الآسيوي، لندن، المملكة المتحدة.
شغلت الخمير منصب المدير المؤسس لمتحف الفن الإسلامي في الدوحة، قطر من 2006-2008، بعد أن انضمت كمستشارة من 2003-2004 عندما قدمت الأبحاث والتوثيق للمجموعة النامية. في 2005-2006 تم تعيينها المنسقة الرئيسية / المدير بالنيابة. تم تكريمها لرؤيتها في إنشاء برنامج للمتحف يؤكد على المكانة السياقية للفن والبرنامج التعليمي الذي بدأ قبل افتتاح المتحف رسميًا في نوفمبر 2008. لقد كانت فعالة في جعل المجموعة تنمو مع الاستحواذ لعدد من الأعمال الفنية الفريدة.
قامت بتنسيق وكتابة الكتالوج (باللغات الفرنسية والعربية والإنجليزية) لمعرض اللوفر «من قرطبة إلى سمرقند، روائع من متحف الفن الإسلامي، الدوحة» (2006)، وهو أول عرض متحفي لبعض القطع التي ستصبح جوهر المجموعة الدائمة للمتحف. تُظهر اختيارات الخمير للمعرض «جميع العناصر الأساسية للفن الإسلامي: الأرابيسك والهندسة والخط. ... إنها رائعة، لكن صبيحة الخمير تريد أن تغير الأشياء في المجموعة، بينما تفرح، لتغيير تصوراتنا عن الفن الإسلامي. وتصحح بعض المفاهيم الخاطئة الشائعة... تأمل صبيحة الخمير أن يقود الجمال الواضح للأشياء الناس إلى تقدير جديد للفن الإسلامي، وأن يفسر هذا المتحف تاريخه وتقاليده للجمهور الحديث، تمامًا كما يجد مبنى باي طابعًا معاصرًا. لغة حداثية للعمارة الإسلامية التاريخية، وبالتالي فإن التجميع والبناء استعارات لبعضهما البعض».
في نوفمبر 2012، تم تعيين الخمير كأول مستشار أول للفن الإسلامي في متحف دالاس للفنون. تم تعيين الخمير من قبل المتحف لتعزيز حضور الفن الإسلامي في معارضه ومجموعاته.
في مارس 2014، انتقل معرض الخمير «نور: نور في الفن والعلوم من العالم الإسلامي»، وهو عرض واسع النطاق للفن الإسلامي، إلى متحف دالاس للفنون بعد عرضه في إشبيلية في مؤسسة فوكاس أبينجوا. كان الموضوع الرئيسي للمعرض هو المفهوم العربي لـ «النور»، والذي له بعد ميتافيزيقي يتجاوز المعنى البصري والمادي، كما هو الحال في العبارة القرآنية «نور على نور»، مما يدل على أن الله هو نور العالم.«بفضل معرفتها العميقة بالمواد الإسلامية في جميع أنحاء العالم، تمكنت السيدة الخمير من تأمين العديد من الأعمال التي لم يتم عرضها من قبل في الولايات المتحدة، بما في ذلك أربع صفحات من» القرآن الأزرق «في تونس في القرنين التاسع والعاشر. ؛ غواش من برج الزودياك من القرن التاسع عشر يبلغ طوله ستة أقدام ونصف، وهو أصله من إيران، ولم يكن معروضًا للجمهور من قبل؛ والعديد من قطع الشطرنج الكريستالية التي تعود إلى القرن الحادي عشر والتي لم تغادر إسبانيا من قبل».

## ببليوغرافيا

### غير روائي
- «الأشكال والتماثيل: تماثيل من الأراضي الإسلامية» غلاف مقوى، مطبعة جامعة أكسفورد.
- De Cordoue a Samarcande:Chefs d'oeuvre du Musée d'art Islamique de Doha. بقلم صبيحة خمير، متحف اللوفر.
- «الهوية المتنقلة والمسافة البؤرية للذاكرة» الإزاحة والاختلاف، كتب الزعفران، 2002.
- القاهرة المنتصرة، المعهد الدولي للفنون البصرية، المملكة المتحدة، 1999.
- «فنون الكتاب» الأندلس: الفنون الإسلامية الإسبانية، متحف المتروبوليتان للفنون، نيويورك، نيويورك 1992.

### خيالي
- المخطوطة الزرقاء، بالإنجليزية، نيويورك ولندن، (17 نوفمبر 2008)، تنسج حكاية عن تنقيب أثري أسطوري في مصر عن القرآن الأزرق الرائع. بينما تنتقل القصة بين القرن العاشر ومصر في الثمانينيات وتكشف طبقات الحفريات أيضًا، تظهر طبقات شخصيات الفريق، أو "أشخاص من أجناس مختلفة" كما يسميهم السكان المحليون. مجلة المكتبة في 15 نوفمبر 2008 أعطت الكتاب مراجعة نجمة مرغوبة قائلة "إن ملاحظات المؤلف الحكيمة والحيوية متجذرة في الحقائق الاجتماعية والسياسية المعاصرة وتجعل هذه القصة معقدة للغاية ومثيرة للاهتمام ومؤثرة". أشار جون ليونارد في كتاب هاربر: "المخطوطة الزرقاء" مليئة بالمعلومات والحكايات التاريخية كما هي للبوم الوحيد، والحب المنهك، والكريستال الصخري، والظلال المزخرفة، والأحلام النبيلة، وعيون الطاووس، والماعز والمزامير، وحب اللغة العربية، ونظرية كسورية للفن الإسلامي - رواية هجينة وغير متجانسة ومتسامحة وملهمة، مثل "الضيافة الثقافية" لريسارد كابوسينسكي ".
- الانتظار في المستقبل ليأتي الماضي " الإنجليزية، غنائية وحسية.[11] وهو يتبع النشأة لفتاة تونسية وهي تشق طريقها في العالم. تتنقل بين الشرق والغرب، وتتعلم في إنجلترا وتعود إلى بلدتها الصغيرة للاحتفال بنجاحها الخاص لتكتشف أنها شخص من العالم ليس فقط في مكان أو وقت واحد. إنه عمل عاطفي ولكن كما لاحظت منظمة الشرق الأوسط الدولية، "... حيث يسجل الكتاب حقًا، ومع ذلك، فإنه يستحضر أجواء المدن الصغيرة وتغيير قيم تونس خلال اللحظات الأخيرة للحماية الفرنسية... لهذا وحده يستحق أن يكون في حقيبة كل زائر أجنبي ... "[12]
- «خرافات عبر الزمن: كليلة ودمنة»، متحف الفن الشعبي الأمريكي (8 ديسمبر 2016)، كتاب أطفال باللغة الإنجليزية كتبته ورسمته الخمير، هو عبارة عن مجموعة من ثلاث حكايات حيوانية تتمحور حول ثعلبين، مقتبس من قصة التي نشأت في الهند منذ أكثر من ألفي عام.[13][14]

## الأعمال الفنية
في أول عمل إبداعي لها كرسامة شابة، ساهمت الخمير في سن ال 15 عاما في L’Ogresse’ (Edition Maspero, Paris, 1975). ورسمت بشكل كامل "Le Nuage Amoureux" في سن 18 (Edition Maspero ، باريس، 1978).
تم استخدام رسومات الخمير كرسومات توضيحية أو تصميمات لأغلفة كتب لمؤلفين مشهورين مثل السيد المحترم للمؤلف الحائز على جائزة نوبل نجيب محفوظ.
يتم تنفيذ معظمها بالقلم والحبر حيث تقترن دقة الخط وتحكمه والعلامات الصغيرة لنقطة القلم بعالم القصة المعبر عنه بحرية. انها خلقت عوالم التي تعكس طبيعة الخالدة من القصص المختلفة، وغالبا حكايات الإسلامية الكلاسيكية. يلمح أسلوبها إلى رسم إسلامي تاريخي ولكنه حديث تمامًا. وهي روح الدعابة التمييزية..
أشهر أعمالها التوضيحية هو «جزيرة الحيوانات»، الرباعية، لندن وجامعة تكساس للصحافة (أبريل 1994). تتحد رسوماتها مع ترجمة دينيس جونسون-ديفيس لهذه الحكاية الإسلامية في القرن العاشر حول مسؤوليات الإنسان تجاه الحيوانات، وهي مقتبسة من «رسائل إخوان الطهارة»، «النزاع بين الحيوان والإنسان».
كما أشرنا أعلاه، أوضحت الخمير كتاب الأطفال «خرافات عبر الزمن: كليلة ودمنة»، المتحف الأمريكي للفنون الشعبية (8 ديسمبر 2016)، والذي كتبته أيضًا.

## المعارض
- 2014، «نور: نور في الفن والعلوم من العالم الإسلامي»، متحف دالاس للفنون، الولايات المتحدة.
- 2013، «نور: نور في الفن والعلوم من العالم الإسلامي»، مؤسسة فوكوس أبينجوا، إسبانيا.
- 2012، «الجمال والإيمان: عبور الجسور مع فنون الثقافة الإسلامية»، متحف جامعة بريغهام يونغ للفنون، الولايات المتحدة.
- 2009، غاليري أدير مارغو، إل باسو، تكساس، الولايات المتحدة.
- 2006، «كلمة في الفن»، المتحف البريطاني، المملكة المتحدة.
- 1999-2000، «حوارات الحاضر» (معرض متنقل)، المملكة المتحدة.
- 1998، صالة زمانا، لندن، المملكة المتحدة.
- 1993-1995، المتحف الوطني للمرأة في الفنون، واشنطن العاصمة، الولايات المتحدة (شمل أيضًا جولة داخل الولايات المتحدة).
- 1993، 1987-1988، غاليري الكوفة، لندن، المملكة المتحدة.
- 1980، مركز بيوبورج بومبيدو، باريس، فرنسا.